# Kunosići (kanton sarajewski)
Kunosići (serb. Куносићи) – wieś w Bośni i Hercegowinie, w Federacji Bośni i Hercegowiny, w kantonie sarajewskim, w gminie Ilijaš.

## Geografia

### Położenie
Wieś położona jest w środkowo-wschodniej części kraju, na wschodnich obrzeżach Federacji Bośni i Hercegowiny, na północy kantonu. Leży w odległości około 5 km od drogi M18, łączącej miasto Ilidža w kantonie sarajewskim z miastem Olovo, znajdującym się w kantonie zenicko-dobojskim. Kunosići położone jest w odległości około 25 km na północ od stolicy gminy – Ilijaš i około 30 km na północ od Sarajewa, około 20 km na zachód od granicy Federacji Bośni i Hercegowiny z Republiką Serbską.
Po zachodniej stronie miejscowości przepływa rzeka Kunosićki potok, będąca dopływem rzeki Misoča. Najbliższymi, sąsiednimi miejscowościami są: Okruglica, znajdująca się na północnym zachodzie od Krivajevići, Ćeće na północy, Hadžići na północnym wschodzie, Buljetovina na wschodzie, Lađevići na południowym wschodzie, Zakutnica na południowym zachodzie i Seoci na zachodzie.
Według regionalizacji fizycznogeograficznej Europy, zgodnej z uniwersalną klasyfikacją dziesiętną, przedstawioną w 1971 roku, wieś położona jest na obszarze megaregionu Półwysep Bałkański, prowincji Góry Dynarskie.
Kunosići położone jest na obszarze Gór Dynarskich, w pasmie Rudaw Bośniackich.
Miejscowość leży w strefie czasowej UTC+01:00 czasu standardowego (zimowego), natomiast czas letni jest zgodny ze strefą czasową UTC+02:00.

### Rzeźba terenu
Rzeźba terenu wsi w głównej mierze została ukształtowana w wyniku orogenezy alpejskiej, która przyczyniła się do powstania Gór Dynarskich. Główna faza fałdowań miała miejsce w trzeciorzędzie. Rzeźbę cechuje średniogórski charakter. Łagodne grzbiety gór przecinane są szerokimi dolinami rzecznymi.

### Geologia
Teren Rudaw Bośniackich, na którym położona jest wieś, zbudowany jest w głównej mierze ze skał osadowych, wśród których dominują łupki, piaskowce i wapienie. Duży udział mają także skały pochodzenia wulkanicznego.

### Klimat
Miejscowość położona jest w strefie klimatu umiarkowanego przejściowego między klimatem kontynentalnym a śródziemnomorskim. Charakterystycznymi cechami tego klimatu są bardzo mroźne zimy i upalne lata. Dodatkowo w okresie zimowym występują bardzo silne wiatry.

## Historia
Od 1 grudnia 1918 roku wieś znajdowała się na obszarze Królestwa Serbów, Chorwatów i Słoweńców. W 1929 roku nazwę państwa zmieniono na Królestwo Jugosławii. W czasie II wojny światowej tereny te znajdowały się pod okupacją III Rzeszy i Królestwa Włoch. Utworzono wówczas Niepodległe Państwo Chorwackie. W maju 1945 roku władze nad obszarem przejęli komuniści. W listopadzie 1945 roku miejscowość znalazła się w granicach Socjalistycznej Federacyjnej Republiki Jugosławii, w Republice Bośni i Hercegowiny. Od 1992 roku, w wyniku rozpadu Jugosławii, wieś położona jest na terenie Bośni i Hercegowiny w jej federacyjnej części.

## Demografia
W 1991 roku wieś zamieszkiwało 19 osób, wszystkie deklarujące narodowość serbską. Od 1961 roku następowały następujące zmiany liczby ludności wsi Kunosići:
| Rok             | 1961 | 1971 | 1981 | 1991 |
| Liczba ludności | 38   | 30   | 21   | 19   |